# یوکی‌یوشی اوزاوا
یوکییوشی اوزاوا (به ژاپنی: 小澤 征悦 Yukiyoshi Ozawa)؛ زادهٔ ۶ ژوئن ۱۹۷۴) هنرپیشه اهل ژاپن است.
از فیلم‌ها یا برنامه‌های تلویزیونی که وی در آن نقش داشته‌است می‌توان به شمشیر پنهان، آتسوهیمه و یوشی‌تسونه (مجموعه تلویزیونی تایگا) اشاره کرد.